# Малагурски, Саня
Саня Малагурски (серб. Сања Малагурски / Sanja Malagurski, родилась 8 июня 1990 в Суботице) — сербская волейболистка, нападающая бразильской команды «Гремиу де Волей» и сборной Сербии. Чемпионка Европы 2011 года, трёхкратная победительница Евролиги.

## Клубы
- 2005—2006:  Суботица
- 2006—2008:  Хит (Нова-Горица)
- 2008—2009:  Метал (Галаци)
- 2009—2011:  Црвена Звезда (Белград)
- 2011—2012:  Асистель Новара
- 2012—2013:  Асистель Карнаги
- 2013—н. в.:  Гремиу де Волей (Озаску)
- … — н.в Хемик (Полице Польша)

## Достижения

### Клубные
- Чемпионка Румынии: 2009
- Победительница Кубка Румынии: 2009
- Чемпионка Сербии: 2010, 2011
- Победительница Кубка Сербии: 2010
- Победительница Кубка ЕКВ: 2010, 2011

### В сборной
- Чемпионка Европы: 2011
- Победительница Евролиги: 2009, 2010, 2011
- Бронзовый призёр Гран-При: 2011